# Eleição para o Senado federal pelo Kansas em 2010
A eleição para o senado do estado americano do Kansas em 2010 foi realizada em 2 de novembro de 2010, para eleger o sucessor do governador eleito Sam Brownback. Na eleição de 2004 Brownback tinha vencido com 69,2% dos votos, em 2010 o candidato republicano Jery Moran era o preferido pelo fato que o Kansas é considerado o estado mais republicano dos Estados Unidos, pois desde 1932 nenhum candidato democrata elege-se para o senado.
Na primária democrata Lisa Johnston venceu com 25.421 votos, ao todo 81.371 eleitores votaram na primária democrata.
Na primária republicana Jerry Moran venceu com 161.407 votos, ao todo 324.051 eleitores votaram na primária republicana.
Na eleição geral foram 4 candidatos:Jerry Moran do partido republicano, Lisa Johnston do partido democrata, Michael Dann do partido libertário e Joe Bellis do partido independente. Entre Johnston e Moran não foi realizado nenhum debate em toda a eleição. Lisa Johnston gastou 10.627 dólares em toda a campanha e Jerry Moran gastou 2.749.244 dólares. Moran venceu a eleição com 578.768 votos, Johnston obteve 215.270 votos, Dann obteve 17.437 votos e Bellis obteve 11.356 votos, ao todo a diferença entre Moran e Johnston foi de 363.498, ao todo 822.831 votos foram registrados.